# Meerschweinchenfreunde Deutschland
Der Meerschweinchenfreunde Deutschland (MFD) Bundesverband Deutschland e. V. (MFD BD) ist eine deutsche Vereinigung von Meerschweinchenzüchtern und Haltern von Meerschweinchen mit Sitz in Bergheim.
Vereinszweck ist der „Zusammenschluss aller Meerschweinchenzüchter und -halter im Vereinsgebiet, sowie der Erfahrungsaustausch unter den Mitgliedern, die Förderung des Ausstellungswesens, die Zucht nach Rassestandard und die Bereitstellung von Informationen über Haltung, Ernährung, Pflege und Genetik von Meerschweinchen.“

## Geschichte
Die Gründung geht auf die Initiative weniger Meerschweinchenhalter zurück, die zum Zweck des Erfahrungsaustausches im Juli 1987 die Interessengemeinschaft „Meerschweinchenfreunde Frankfurt“ gründeten. Ein Jahr später, am 11. Juni 1988, folgte die Gründungsversammlung des „Meerschweinchenfreunde Deutschland e. V.“ Seit 1994 ist der MFD ein Bundesverband und wurde als „Meerschweinchenfreunde Deutschland (MFD) Bundesverband Deutschland e. V.“ im Vereinsregister eingetragen. Eine Gliederung des Verbandes in Landes-, Bezirks- und Kreisverbände sowie örtliche Vereine wird angestrebt. Den Anfang machte 1997 der Landesverband Nordrhein-Westfalen. Bis heute umfasst der Dachverband 8 Landes- und 5 Bezirksverbände.
Der größte Meerschweinchenverein Deutschlands vereint Züchter, Liebhaber und Notstationen unter einem Dach. Er ist seit 1998 offizielles Mitglied im Europäischen Verband für Geflügel-, Tauben-, Vogel-, Kaninchen- und Caviazucht und bereits seit 1997 einziger deutscher Vertreter für die Sparte Kleine Nagetiere/Cavias.

## Ausstellungswesen und Rassestandard
Auf der ersten bundesdeutschen Ausstellung 1988 in Frankfurt am Main wurden, in Ermangelung eines Standards und ausgebildeter Preisrichter, die Siegertiere noch durch die Besucher gewählt. Rassemeerschweinchen in Deutschland wurden erstmals 1993 auf der 6. Bundesdeutschen Ausstellung durch niederländische Preisrichter nach einem Rassestandard bewertet. Einen Bundesdeutschen Verbandsstandard für Rassemeerschweinchen gibt es seit 1996.
Jährlich im Frühsommer findet die deutsche Meerschweinchenausstellung im Raum Köln statt. Auf ihr werden rund 1000 Meerschweinchen verschiedenster Rassen und Farben gezeigt. Übers Jahr verteilt finden darüber hinaus kleinere Leistungsschauen der Landes- und Bezirksverbände statt.

## Engagement im Europaverband für Kleintierzüchter
Um die Ziele und Aufgaben des Vereins auch auf internationaler Ebene verfolgen zu können, schloss sich der Verein im Jahr 1998 dem Europäischen Verband für Geflügel-, Tauben-, Vogel-, Kaninchen- und Caviazucht an und verfügt seit 1999 über das Stimmrecht.
Der Verein beteiligte sich an der Zusammenstellung einer Rassenliste, der Basis für einen einheitlichen Europastandard, der seit 2000 von der Standardkommission erarbeitet wurde. Offizielle Vertreterin für Deutschland war Gaby Prust, die bis zum März 2008 auch die Standardkommission des MFD BD leitete. Der einheitliche Europastandard für Cavias wurde 2008 ausgegeben und bildet seitdem die Grundlage für die europäische Rassemeerschweinchenzucht. 2012 wurde mit Christian Koch zum ersten Mal ein Delegierter des MFD zum neuen Vorsitzenden der Standardkommission der Sparte Cavias (ESKC) gewählt.
2014 war der Bundesverband Ausrichter der Europaschau der Sparte Cavias.

## Erfahrungsaustausch und Information
Dem Erfahrungsaustausch der Vereinsmitglieder dient die verbandseigene Zeitschrift „Meerschweinchen-News“, die 1992 zum ersten Mal erschien. Im gleichen Jahr wurde bereits ein Pflegestandard für Meerschweinchenliebhaber vorgestellt. Seitdem hat der MFD weitere Informationsbroschüren herausgebracht.
Die Aufnahme in die Züchterliste erfolgt erst nach einer sogenannten Züchterprüfung der Bundestierschutzkommission des Verbandes. Mit ihr soll in einem ersten Schritt sichergestellt werden, dass sich der jeweilige Halter intensiv mit der Haltung, Ernährung, Pflege und Genetik von Meerschweinchen beschäftigt hat. Darüber hinaus wurde ein Sternesystem für Qualitätszuchten entwickelt, die es Käufern und Anfängern ermöglichen soll erfahrene Meerschweinchenzüchter zu erkennen.
Der Verein der Meerschweinchenfreunde in Österreich (MFIÖ) wurde bei seiner Gründung im August 1995 vom Bundesverband Deutschland beraten.